# Deutsche Tischtennis-Meisterschaft 1943
Die 13. nationale Deutsche Tischtennis-Meisterschaft – auch als 4. deutsche Kriegsmeisterschaft bezeichnet – fand am 29. und 30. Mai 1943 in Breslau statt. Gespielt wurde in der Turnhalle im Hermann-Göring-Sportfeld.
Wegen des Zweiten Weltkrieges fehlten viele Spitzenspieler. Nur wenige Presseberichte über diese Meisterschaft sind bekannt, die Ergebnisse sind unvollständig und teilweise widersprüchlich. Die Amtliche Fachzeitschrift des Tischtennissports, Tisch-Tennis, hatte Ende 1941 ihr Erscheinen eingestellt. (Zitat: Die Kriegswirtschaft erfordert stärkste Konzentration aller Kräfte. Diese Zusammenfassung macht es notwendig, daß unsere Zeitschrift mit der vorliegenden Nummer bis auf Weiteres ihr Erscheinen einstellt, um Menschen und Material für andere kriegswichtige Zwecke frei zu machen.)
| Platz | Herreneinzel    | Dameneinzel   | Herrendoppel                   | Damendoppel                | Mixed                        |
| ----- | --------------- | ------------- | ------------------------------ | -------------------------- | ---------------------------- |
| 1     | Herbert Wunsch  | Trude Pritzi  | Heinrich Bednar/Herbert Wunsch | Uschi Janke/Erika Richter  | Herbert Wunsch/Trude Pritzi  |
| 2     | Heinz Benthien  | Astrid Hobohm | Heinz Benthien/Erwin Münchow   | Hanna Büldge/Astrid Hobohm | Heinz Benthien/Astrid Hobohm |
| 3     | Erwin Münchow   | Erika Richter | Braun/Klaus                    | Lotte Neumann/Trude Pritzi | Schröder/Höflich             |
| 3     | Heinrich Bednar | Hanna Büldge  | Kurt Braun/Heinz Raack         | Ilse Donath/Reike          | Pironcz/Czichon (Ratibor)    |

## Endspiele
- Herbert Wunsch – Heinz Benthien 3:1
- Heinrich Bednar/Herbert Wunsch – Heinz Benthien/Erwin Münchow 3:0
- Trude Pritzi – Astrid Hobohm 3:1
- Uschi Janke/Erika Richter – Hanna Büldge/Astrid Hobohm 3:2
- Herbert Wunsch/Trude Pritzi – Heinz Benthien/Astrid Hobohm 3:1

## Halbfinale
- Herreneinzel
  - Heinz Benthien – Heinrich Bednar 3:1
  - Herbert Wunsch – Erwin Münchow 3:x
- Dameneinzel
  - Trude Pritzi – Hanna Büldge 3:0
  - Astrid Hobohm – Erika Richter 3:2

## Weitere bekannte Ergebnisse
- Herreneinzel
  - Herbert Wunsch – Winkelhaus (Leuna)  3:0
  - Alois Stumbl (Assling) – Masecha (Königsberg)  3:1
  - Heinrich Bednar – Roth (Kassel)  3:0
  - Heinrich Bednar – Heinz Raack  3:x
  - Heinrich Bednar – Wilhelm Fahrtmann (Bremen)  3:0
  - Heribert Just – Braun (Kattowitz)  2:3
  - Eduard Wretschitsch (Cilli / Steiermark) – Pa. Oster (Luxemburg)   3:2
  - Herbert Wunsch – Hahn (Kiel)  3:0
  - Herbert Wunsch – Braun  3:x
  - Erwin Münchow – Karl Knific (Assling)  3:1
  - Schiller (Gera) – Alois Strumbl  3:0
  - Heinz Benthien – Heinrich Bednar 3:1
  - Hoppichler – Adolf Kleinheidt 3:x
  - R. Legsding – Bernhard Vossebein 3:x
  - Stephan Seidel – Gerhard Spengler 3:x
- Herrendoppel
  - Herbert Wunsch/Heinrich Bednar – Sprimpler/Bosselheim  3:0
  - Herbert Wunsch/Heinrich Bednar –  Bernhard Vossebein/Gerhard Spengler 3:x
- Dameneinzel – Halbfinale
  - Trude Pritzi – Kattner 3:x
  - Trude Pritzi – Görs 3:x
- Mixed
  - Herbert Wunsch/Trude Pritzi – Berse/Görs (Schwerin) 3:0
  - Heinrich Bednar/Lotte Neumann – Hahn/Sietz 2:3
  - Herbert Wunsch/Trude Pritzi – Kolobist/Mhchalfth 3:0